# توماس هیت
سر توماس لیتل هیت (به انگلیسی: Sir Thomas Little Heath) (زادۀ ۵ اکتبر ۱۸۶۱ بارتنبی لولد-درگذشته ۱۶ مارس ۱۹۴۰ در اشتید) تاریخ‌نگار ریاضیات اهل انگلیس بود. او بیش از همه به‌دلیل ترجمۀ آثار ارشمیدس به زبان انگلیسی نامبردار است. او همچنین آثار آریستارخوس، آپولونیوس و اقلیدس را با شرح‌های بسیار دقیقی به انگلیسی برگرداند.
هیت در خانواده‌ای کشاورز به دنیا آمد. پدرش به ادبیات کلاسیک دلبسته بود و این دلبستگی را برای فرزند به ارث گذاشت. او از سال ۱۸۷۹ به ترینیتی کالج در دانشگاه کمبریج رفت و ریاضیات و زبان‌های باستانی خواند. زمان دانشجویی‌اش مقاله‌هایی برای دانشنامه بریتانیکا دربارهٔ ریاضیات یونان می‌نوشت. پس از اینکه با نمره‌های بسیار خوب از دانشگاه دانش‌آموخته شد، به شغل دولتی روی آورد و همزمان به ریاضیات یونان باستان نیز می‌پرداخت. مهم‌ترین اثر او ترجمۀ آثار ارشمیدس در سال ۱۸۹۷ است. او در این ترجمه، رساله‌ای از ارشمیدس را که به‌دست هایبرگ در استانبول یافت شده بود برای نخستین بار به چاپ رساند. در سال ۱۹۰۸ نخستین ترجمۀ او از اقلیدس به چاپ رسید و دومی آن که هنوز ترجمۀ مورد رجوع در زبان انگلیسی است سال ۱۹۲۶ منتشر شد. سال ۱۹۱۲ او عضو انجمن پادشاهی شد و در سال‌های ۱۹۲۲/۳ ریاست انجمن ریاضیات را بر عهده گرفت.

## آثار
- Apollonius von Perga: Treatise on Conic Sections, Cambridge University Press, 1896
- Archimedes: Works, Cambridge University Press, 1897
- Euklid: The thirteen books of Euclid's Elements, Cambridge University Press, 1908
- Aristarchus of Samos, the Ancient Copernicus Oxford: Clarendon Press, 1913 (mit Übersetzung von Aristarch)
- A History of Greek Mathematics, Oxford: Clarendon Press, 2 Bände, 1921
- A Manual of Greek Mathematics, Oxford: Clarendon Press, 1931
- Greek Astronomy, London: J.M. Dent & Sons, 1932
- Mathematics in Aristotle, Oxford: Clarendon Press, 1949